# Pierrepont (Aisne)
Pierrepont és un municipi francès situat al departament de l'Aisne i a la regió dels Alts de França. L'any 2007 tenia 394 habitants.

## Demografia

### Població
El 2007 la població de fet de Pierrepont era de 394 persones. Hi havia 156 famílies de les quals 36 eren unipersonals (12 homes vivint sols i 24 dones vivint soles), 48 parelles sense fills, 68 parelles amb fills i 4 famílies monoparentals amb fills.
La població ha evolucionat segons el següent gràfic:
Habitants censats

### Habitatges
El 2007 hi havia 183 habitatges, 153 eren l'habitatge principal de la família, 10 eren segones residències i 19 estaven desocupats. 181 eren cases i 2 eren apartaments. Dels 153 habitatges principals, 129 estaven ocupats pels seus propietaris, 23 estaven llogats i ocupats pels llogaters i 1 estava cedit a títol gratuït; 2 tenien una cambra, 4 en tenien dues, 24 en tenien tres, 45 en tenien quatre i 79 en tenien cinc o més. 119 habitatges disposaven pel capbaix d'una plaça de pàrquing. A 58 habitatges hi havia un automòbil i a 84 n'hi havia dos o més.

### Piràmide de població
La piràmide de població per edats i sexe el 2009 era:
| Homes | Edats   | Dones |
| ----- | ------- | ----- |
| 0     | 95 o +  | 0     |
| 0     | 90 a 94 | 0     |
| 0     | 85 a 89 | 8     |
| 0     | 80 a 84 | 4     |
| 4     | 75 a 79 | 8     |
| 12    | 70 a 74 | 4     |
| 0     | 65 a 69 | 8     |
| 12    | 60 a 64 | 12    |
| 12    | 55 a 59 | 12    |
| 8     | 50 a 54 | 4     |
| 16    | 45 a 49 | 24    |
| 16    | 40 a 44 | 24    |
| 16    | 35 a 39 | 12    |
| 16    | 30 a 34 | 4     |
| 8     | 25 a 29 | 12    |
| 12    | 20 a 24 | 12    |
| 16    | 15 a 19 | 24    |
| 20    | 10 a 14 | 20    |
| 8     | 5 a 9   | 8     |
| 16    | 0 a 4   | 0     |

## Economia
El 2007 la població en edat de treballar era de 246 persones, 184 eren actives i 62 eren inactives. De les 184 persones actives 172 estaven ocupades (98 homes i 74 dones) i 12 estaven aturades (4 homes i 8 dones). De les 62 persones inactives 25 estaven jubilades, 14 estaven estudiant i 23 estaven classificades com a «altres inactius».

### Ingressos
El 2009 a Pierrepont hi havia 159 unitats fiscals que integraven 405 persones, la mediana anual d'ingressos fiscals per persona era de 17.422 €.

### Activitats econòmiques
Dels 14 establiments que hi havia el 2007, 1 era d'una empresa alimentària, 5 d'empreses de construcció, 3 d'empreses de comerç i reparació d'automòbils, 1 d'una empresa de transport, 1 d'una empresa d'hostatgeria i restauració, 2 d'empreses de serveis i 1 d'una empresa classificada com a «altres activitats de serveis».
Dels 5 establiments de servei als particulars que hi havia el 2009, 1 era una oficina de correu, 2 paletes, 1 fusteria i 1 lampisteria.
L'únic establiment comercial que hi havia el 2009 era una fleca.
L'any 2000 a Pierrepont hi havia 4 explotacions agrícoles que ocupaven un total de 464 hectàrees.

## Equipaments sanitaris i escolars
El 2009 hi havia una escola elemental integrada dins d'un grup escolar amb les comunes properes formant una escola dispersa.

## Poblacions més properes
El següent diagrama mostra les poblacions més properes.